# Melanie Macari Montierth
Melanie Macari Montierth (ur. 16 marca 1982) – amerykańska zapaśniczka. Złoty medal na mistrzostwach panamerykańskich w 2000. Czwarta w Pucharze Świata w 2001 roku.